# 哈姆林 (紐約州)
哈姆林（英語：Hamlin）是一個位於美國紐約州門羅縣的鎮。

## 人口
根據2020年美國人口普查的數據，哈姆林的面積為115.50平方千米，當中陸地面積為112.00平方千米，而水域面積為3.50平方千米。當地共有人口8725人，而人口密度為每平方千米76人。